# Libnotes (Goniodineura) subfamiliaris
Libnotes (Goniodineura) subfamiliaris is een tweevleugelige uit de familie steltmuggen (Limoniidae). De soort komt voor in het Oriëntaals gebied.